# Ruth Ellen Brosseau
Pour les articles homonymes, voir Brosseau.
Ruth Ellen Brosseau, née le 26 avril 1984 à Ottawa, est une femme politique canadienne. Elle représente du 2 mai 2011 au 21 octobre 2019 la circonscription québécoise de Berthier—Maskinongé à la Chambre des communes sous la bannière du Nouveau Parti démocratique (NPD), dont elle a été présidente du caucus national, whip et porte-parole en matière d'agriculture et d'agroalimentaire.

## Biographie
Ruth Ellen Brosseau est née Ottawa et elle a résidé à Hudson (Québec) au Québec, avant que sa famille s'installe à Kingston (Ontario). Elle a étudié en marketing au St. Lawrence College (en) de Kingston. Mère monoparentale, elle quitte l'université avant d'avoir terminé ses études.
Résidente de Gatineau, elle occupe le poste d'assistante-gérante du Oliver's Pub, un bar situé sur le campus de l'Université Carleton d'Ottawa.
Le 2 mai 2011, Ruth Brosseau défait le député sortant Guy André du Bloc québécois avec une majorité de 5 816 voix lors de l'élection fédérale canadienne de 2011. Elle est réélue aux élections de 2015, mais subit la défaite à celles de 2019, face au candidat du Bloc québécois.

## Polémique autour de sa première élection
Lors de la campagne électorale de 2011, les médias révèlent que la candidate passe quelques jours durant la campagne en vacances à Las Vegas pour son anniversaire,. De plus, un journaliste rapporte que Ruth Brosseau ne sait pas parler français, qui est la langue première des électeurs de sa circonscription. Un animateur d'une radio locale qui a rejoint la candidate lors de son voyage a été contraint de ne pas diffuser l'entrevue à cause de sa difficulté avec la langue française,.
Le 4 mai 2011, La Presse canadienne publie des informations selon lesquelles la candidate du Parti conservateur a formulé une plainte auprès d'Élections Canada pour des irrégularités dans le processus de nomination de Ruth Ellen Brosseau,.
Le 6 mai, elle accorde sa première entrevue médiatique au journal Le Nouvelliste.
Le 7 mai, Ruth Ellen Brosseau envoie un message téléphonique à ses électeurs où elle s'exprime en français et où elle fait part de son intention de venir en aide aux familles de son comté.
Le 10 mai, il est révélé que la biographie de Ruth Ellen Brosseau apparaissant sur le site internet du NPD durant la campagne était inexacte. En effet, le document prétendait que Mme Brosseau avait obtenu un diplôme en marketing du St. Lawrence College de Kingston, ce que l'institut collégial a lui-même démenti.
Malgré ces débuts politiques difficiles, elle a pris son rôle à cœur. Conseillée par la députée d'expérience Jean Crowder, elle a pris des leçons de français et a passé beaucoup de temps dans sa circonscription. Aux élections de 2015, elle a été une des 16 candidats du NPD réélus au Québec, alors qu'il y en avait eu 59 lors des élections précédentes.

## Fonctions parlementaires
Au cours de son premier mandat, alors que son parti constituait l'Opposition officielle, Ruth Ellen Brosseau est porte-parole adjointe en matière d'agriculture et agro-alimentaire d'avril 2012 à novembre 2015. En avril 2014 elle devient en outre vice-présidente du caucus national de son parti.
Lors de son second mandat, alors que le NPD est tombé de 103 à 44 députés, elle devient porte-parole en titre du NPD dans le même domaine jusqu'en janvier 2018. À ce moment elle devient leader parlementaire en chambre du NPD, remplaçant à ce poste Peter Julian, tout en reprenant son rôle de porte-parole adjointe en agriculture et agro-alimentaire. Elle succède ensuite, en novembre 2018, à Charlie Angus à titre de présidente du caucus. Elle doit céder son poste de leader parlementaire en chambre à son prédécesseur Peter Julian en mars 2019 mais devient alors whip de son parti.